# Batalla de Lissa (1866)
La batalla de Lissa se libró el 20 de julio de 1866 entre la armada austriaca y la armada italiana, cerca de la isla de Lissa (actual Vis), en el mar Adriático, en el marco de la guerra austro-prusiana. Fue una victoria decisiva de la fuerza austriaca frente a una escuadra italiana muy superior en número. Fue la primera gran batalla naval en la que participaron barcos de vapor.
La batalla fue parte de la Tercera Guerra de la Independencia Italiana, en la cual Italia se alió con Prusia en el curso del conflicto contra Austria. El principal objetivo italiano era conquistar Venecia, entonces parte del Imperio austriaco.
Las flotas estaban compuestas por veleros con motores de vapor y acorazados. La flota italiana contaba con 12 acorazados y 17 veleros y superaba numéricamente a la austriaca, dotada de 7 acorazados y 11 veleros. Los austriacos también estaban en clara desventaja en cuanto al número de armas. Participó asimismo uno de los primeros barcos en los que los cañones estaban montados en una torreta giratoria, el italiano Affondatore.
El conde Carlo di Persano lideró la flota italiana, mientras que la austriaca estaba al mando del contraalmirante Wilhelm von Tegetthoff. El fuerte de Lissa fue puesto bajo la autoridad de David Urs de Margina, rumano de Transilvania.

## Planes de batalla
La tropa atacante austriaca estaba dividida en tres grupos. La primera división estaba compuesta por los buques blindados, entre ellos el SMS Don Juan d'Austria. La segunda y más poderosa contaba con el Navío de línea Kaiser liderando a cinco fragatas. La tercera división estaba formada por pequeñas cañoneras y mercantes armados. El mercante Stadion estaba al frente de la flota y actuaba como guía.
Las tres divisiones avanzaban en formación en V. La primera división bajo el mando de Tegetthoff iba al frente y los barcos más débiles de la tercera división en la retaguardia. Los veleros del comodoro Petz iban en el centro.
El plan austriaco consistía, debido a su escasa potencia de fuego, en acercarse para mantener una lucha con fuego de corto alcance y hundir un pequeño grupo de barcos italianos para conseguir quitarles la moral de luchar.
Pese a su superioridad, los italianos no estaban preparados para la batalla. Estaban ocupados preparando un desembarco cuando recibieron noticias de que la flota austriaca se les estaba acercando. Persano canceló el desembarco y ordenó a la escuadra salir al mar formando una columna. Sin embargo, poco después canceló la orden y la sustituyó por la de formar una línea de frente rectilíneo, tal y como se usaba en las batallas navales de veleros.
La primera división de avance consistía en los navíos Principe di Carignano, el Castelfidardo y el Arcona, bajo el mando del almirante Vacca. La segunda división del capitán de primera clase Faà di Bruno iba en el centro y contaba con los navíos Re d’Italia, Palestro y San Marino, y la tercera división, en la retaguardia, se componía del Re di Portogallo, el Maria Pia y el Varese dirigidos por el capitán Augusto Riboty. Además de estos acorazados, los veleros iban distribuidos entre las tres divisiones.
Antes de la batalla, Persano causó confusión entre sus filas al decidir transferir su bandera al Affondatore, el cual se había quedado fuera de la línea de batalla como reserva. Sin embargo, la señal para decelerar y bajar los botes para transportar al almirante no llegaron a la primera división, la cual se adelantó dejando una brecha en la línea italiana. Persano no llegó a informar del cambio de bandera, por lo que los italianos continuaron mirando al buque insignia, el Re d’Italia, esperando órdenes.

## El encuentro de las escuadras a las 10 en punto
Al ignorar los avisos de «barcos sospechosos en la noche» de sus vigías, Persano permitió a los austriacos reorganizar su flota preparándola para el ataque. El almirante austriaco Tegetthoff advirtió la brecha en la línea de la escuadra italiana, por lo que envió a su flota hacia la brecha y se concentró en un ataque a corta distancia. Mientras los austriacos se acercaban, la primera división italiana, al mando de Vacca, abrió fuego intenso sobre el oponente. Los austriacos sólo pudieron contestar con unas pocas salvas. Como Persano estaba cambiando su bandera no pudo dar ninguna orden a todos sus barcos. 
Las segunda y tercera divisiones de la flota italiana no se unieron al combate y los navíos austriacos cruzaron la brecha sufriendo serios daños, pero ninguna pérdida. El Drache recibió 17 impactos, perdiendo su palo mayor. Su capitán, Von Moll, resultó muerto, pero su subordinado Karl Weyprecht consiguió devolver el barco a la línea de combate.
A las 10:43 de la mañana, los austriacos habían de llevar a los italianos a una lucha cercana. El Habsburg, el Salamander y el Kaiser Max de la flota austriaca abandonaron su escuadra para enzarzarse contra la primera división italiana; mientras que el Don Juan, el Drache y el Prinz Eugen se enfrentaron a la segunda. Persano, quien estaba en el barco más poderoso de las dos flotas, el Affondatore, se mantuvo cerca del combate pero sin intervenir.
Con la confusión que reinaba en el bando italiano, el comodoro von Petz al mando del Kaiser Max aprovechó la oportunidad de tomar su segunda división hacia la retaguardia italiana. Los barcos veleros austriacos de la segunda división se enfrentaron a los modernos acorazados italianos con pesadas armas. Así, la fragata austriaca Novara recibió 47 impactos y el Erzherzog Friedrich fue dañado bajo la línea de flotación aunque consiguió mantenerse a flote, mientras que el Schwarzenburg fue inutilizado por el fuego italiano.

## El final de la batalla

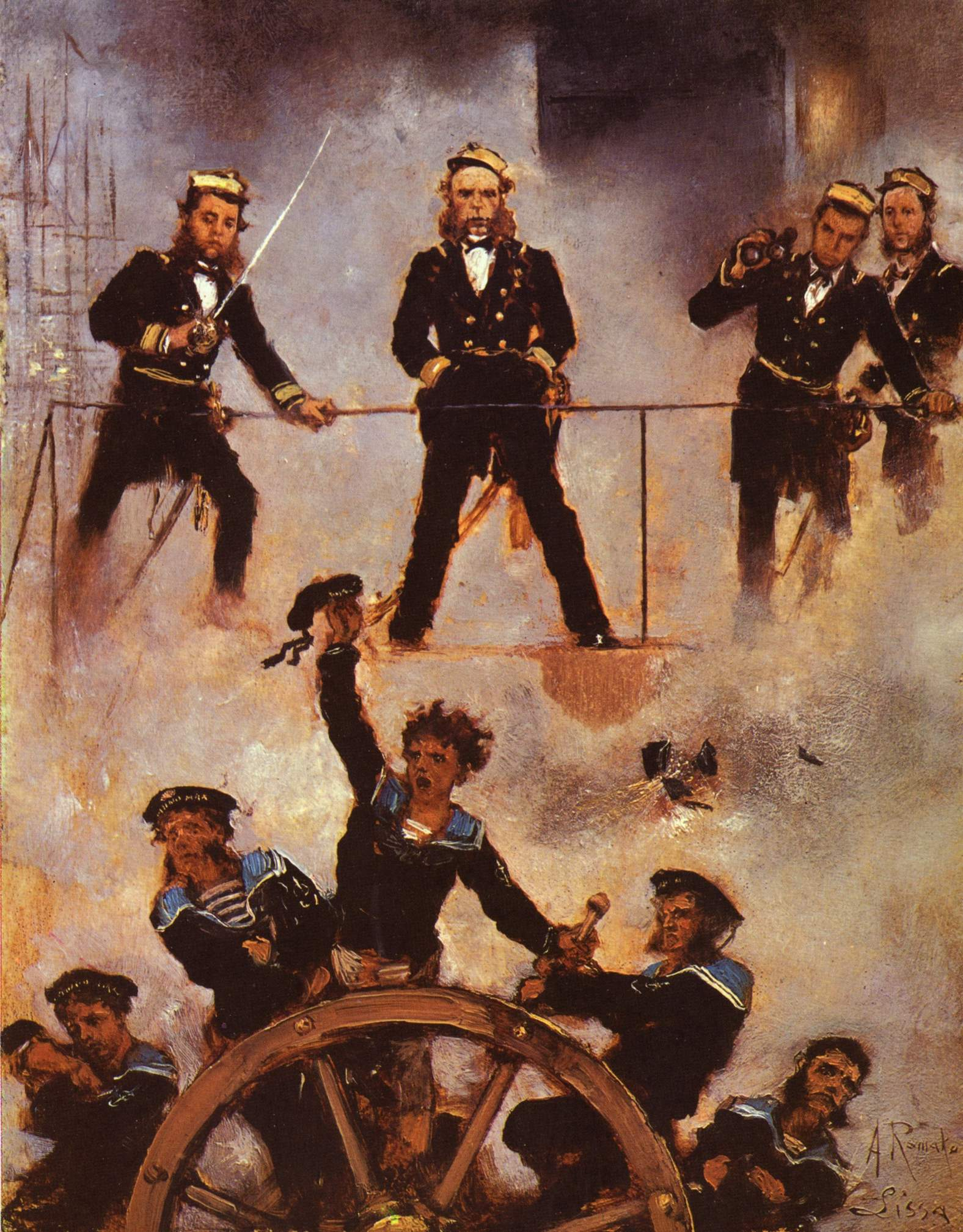
Cuadro representativo del final de la batalla

Viendo que las cosas iban mal en tanto los austriacos aprovechaban la brecha pese a su inferioridad numérica, Persano se lanzó al combate con el Affondatore, decidiendo atacar al buque Kaiser Max en vez de acudir en ayuda de la segunda división italiana, que estaba mucho más cerca de él y estaba sufriendo un severo ataque. Sin embargo, el Kaiser Max consiguió esquivar al Affondatore. 
El capitán del Re di Portogallo de la tercera división italiana decidió perseguir al Kaiser Max, atacándolo con un potente fuego. En el último momento, von Petz giró y se propuso devolver el ataque. No obstante, en el giro se produjo una colisión con el Re di Portogallo, lo que aprovechó el capitán de este para bombardear al navío austriaco, derribando su palo mayor.
Casi al mismo tiempo, Tegetthoff envió a su buque insignia, el Erzherzog Ferdinand Max, contra el Re d’Italia y el Palestro de la segunda división. En ambos casos sólo logró impactar unos pocos disparos, pero estos causaron serios daños, especialmente en el Palestro, que empezó a arder.
Mostrando una especial valentía, el capitán del Palestro, Cappellini, dijo a sus hombres que podían abandonar el barco pero que él se quedaría, y sacó el buque fuera de la batalla. Su tripulación se negó a abandonarle y trató de salvar el buque para continuar la lucha. El Palestro se hundió finalmente a las 2:30 de la tarde, sobreviviendo tan sólo 19 hombres de los 230 de la tripulación.
Mientras, el Erzherzog Ferdinand Max rodeó al ya debilitado Re d’Italia sin dejar de dispararle y consiguió un buen impacto sobre el casco de su enemigo aprovechando un error del capitán italiano en el momento crucial del combate, inutilizando al Re d´Italia que arrió la bandera en señal de rendición. Según la leyenda, el capitán Faà di Bruno no murió en la lucha sino que se suicidó tras dar la orden.
El Erzherzog Ferdinand Max se retiró debido a los importantes daños que tenía tras llevar a cabo tres combates pero el Ancona de la primera división italiana le cerró el paso. En la excitación de la batalla, los italianos podían haber destruido completamente el buque insignia austriaco, pero olvidaron introducir las balas y en los cañones sólo había pólvora.
Tras su encuentro con el Re di Portogallo y luego con el Maria Pia, el Kaiser Max al mando del comodoro Von Petz se encontró a corta distancia del Affondatore. Pese a ser un perfecto blanco de tiro para el buque italiano, el Kaiser Max sobrevivió gracias a que Persano ordenó en ese momento la retirada.

## Consecuencias
El encuentro del Kaiser con el Affondatore fue el último enfrentamiento importante de la batalla. Con dos acorazados perdidos (el Palestro y el Re d´Italia), los italianos se retiraron aunque aún hubo intercambios de disparos durante algunas horas más. Los marineros de Tegetthoff, casi exclusivamente venecianos y dálmatas, gritaron: «¡Viva San Marco!», el grito de guerra en honor al patrón de Venecia. Este fue el primer y último combate en el que participó el Affondatore.
Persano volvió a su base de Ancona y anunció un triunfo a sus superiores, causando una gran celebración hasta que se hizo público el auténtico resultado de la batalla y la pérdida de dos buques. Persano fue juzgado por incompetencia y cobardía, y poco después resultó expulsado de la Regia Marina.
Tegetthoff volvió a su base de Trieste como un héroe tras obtener un triunfo en inferioridad numérica, fue ascendido a vicealmirante y es considerado como uno de los mayores comandantes navales de la historia austriaca.
El enfrentamiento no tuvo grandes consecuencias en la guerra, ya que la victoria austriaca se vio ensombrecida por la gran victoria prusiana en Königgrätz. Austria, derrotada por Prusia, aceptó ceder Venecia a Francia, que a su vez la cedió a Italia pese a las derrotas de este país. Sin embargo, los esfuerzos de Tegetthoff fueron importantes para impedir que los italianos tomasen posesión de las islas de Dalmacia.
Los historiadores modernos consideran que la de Lissa fue una de las últimas batallas navales en una época cuando las defensas de un navío eran mucho más poderosas que las armas empleadas por sus atacantes. Esto se debió a un pobre avance de los cañones en ambos bandos debido a que ninguna de las flotas acudió a la batalla con todo su armamento.